# Ann Mariager
Ann Mariager (født 14. januar 1953 i Aarhus) er en dansk journalist, klummeskribent, oversætter, foredragsholder og forfatter.
Ann Mariager er journalistuddannet fra Danmarks Journalisthøjskole og Columbia University i New York. Hun har leveret tekster til bl.a. Politiken, Danmarks Radio og Jyllands-Posten.
Ann Mariager har derudover skrevet tv-satire og revytekster, og hun blev i 1989 kåret som årets revyforfatter.